# Světové dny mládeže 2005

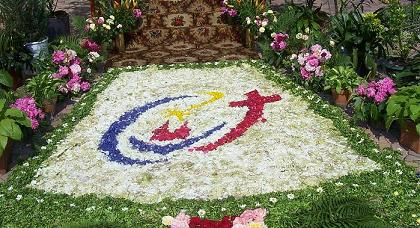
Logo světových dnů mládeže 2005

Světové dny mládeže 2005 byly celkově 12. celosvětovým setkáním mládeže pořádaným římskokatolickou církví. Uskutečnily se ve dnech 16. – 21. srpna 2005 v Kolíně nad Rýnem. Byly to první světové dny mládeže a první zahraniční cesta papeže Benedikta XVI., který na akci dorazil 18. srpna. Světové dny však byly naplánovány již papežem Janem Pavlem II. během předešlých světových dní mládeže v Torontu v roce 2002. Heslem světových dní mládeže v Kolíně byl úryvek z Matoušova evangelia: „Přišli jsme se mu poklonit.“ Mt 2, 2 (Kral, ČEP)
Během prvních pěti dní dorazilo okolo 400 000 mladých lidí z 200 zemí světa, během víkendu pak více než 1 000 000. K těm bylo připojeno okolo 600 biskupů a kardinálů a na 6600 reportérů.

## Papežova apoštolská cesta do Německa
| „ | Nyní zde jste vy, mladí celého světa, zástupci těch dalekých národů, které Krista poznali prostřednictvím Tří králů a kteří byli shromážděni v nový lid Boží, Církev, jež zahrnuje muže a ženy všech kultur. Váš je nyní úkol žít universálním dechem Církve. Nechejte se osvítit ohněm Ducha, aby nové Letnice obnovily vaše srdce. Skrze vás ať vaši vrstevníci v každé části světa dospějí k poznání toho, že v Kristu je skutečná odpověď na jejich očekávání a ať se otevřou přijetí Vtěleného Božího Slova, které dalo život a bylo vzkříšeno za spásu celého světa. | “ |

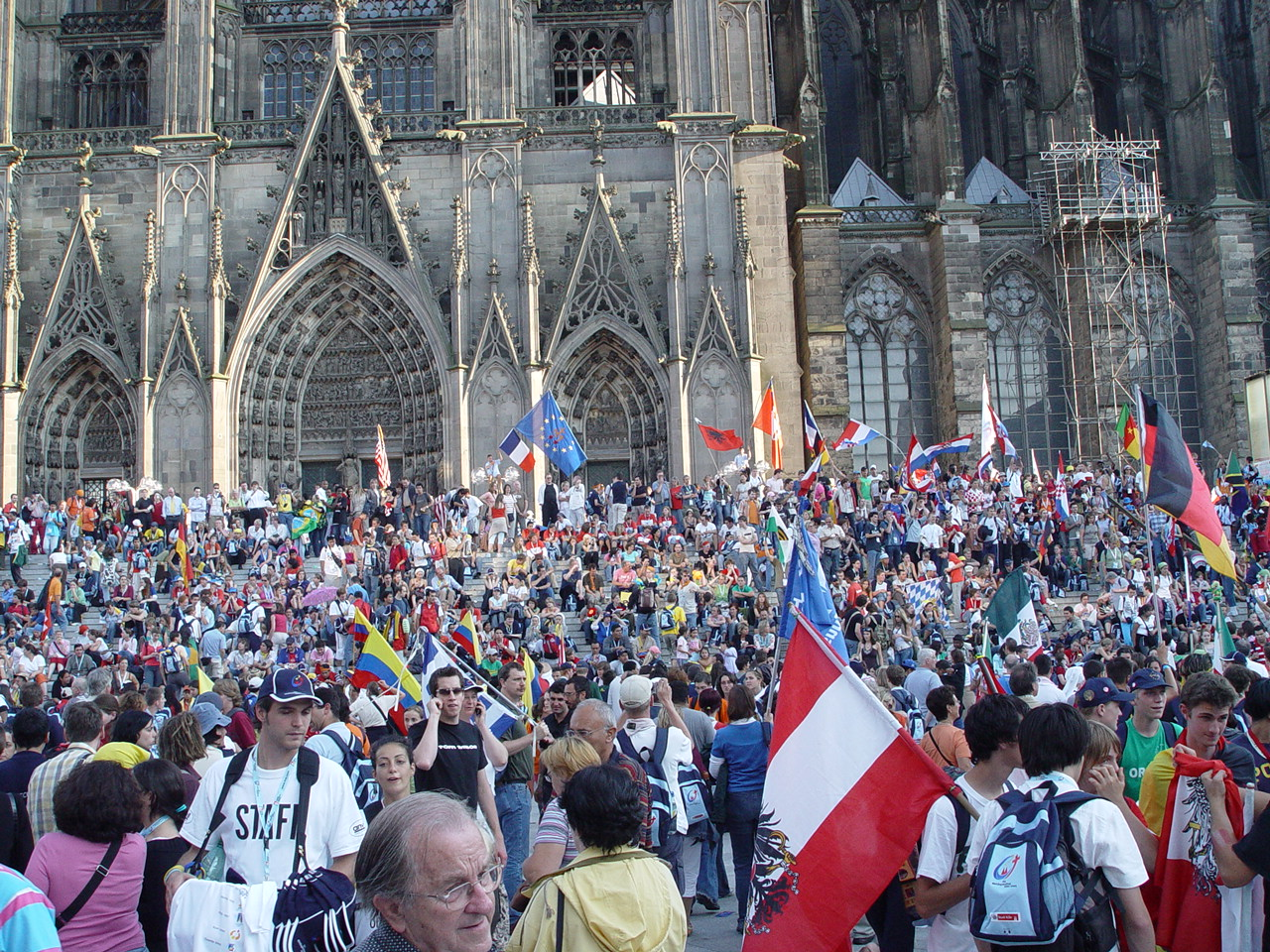
Poutníci před Kolínskou katedrálou

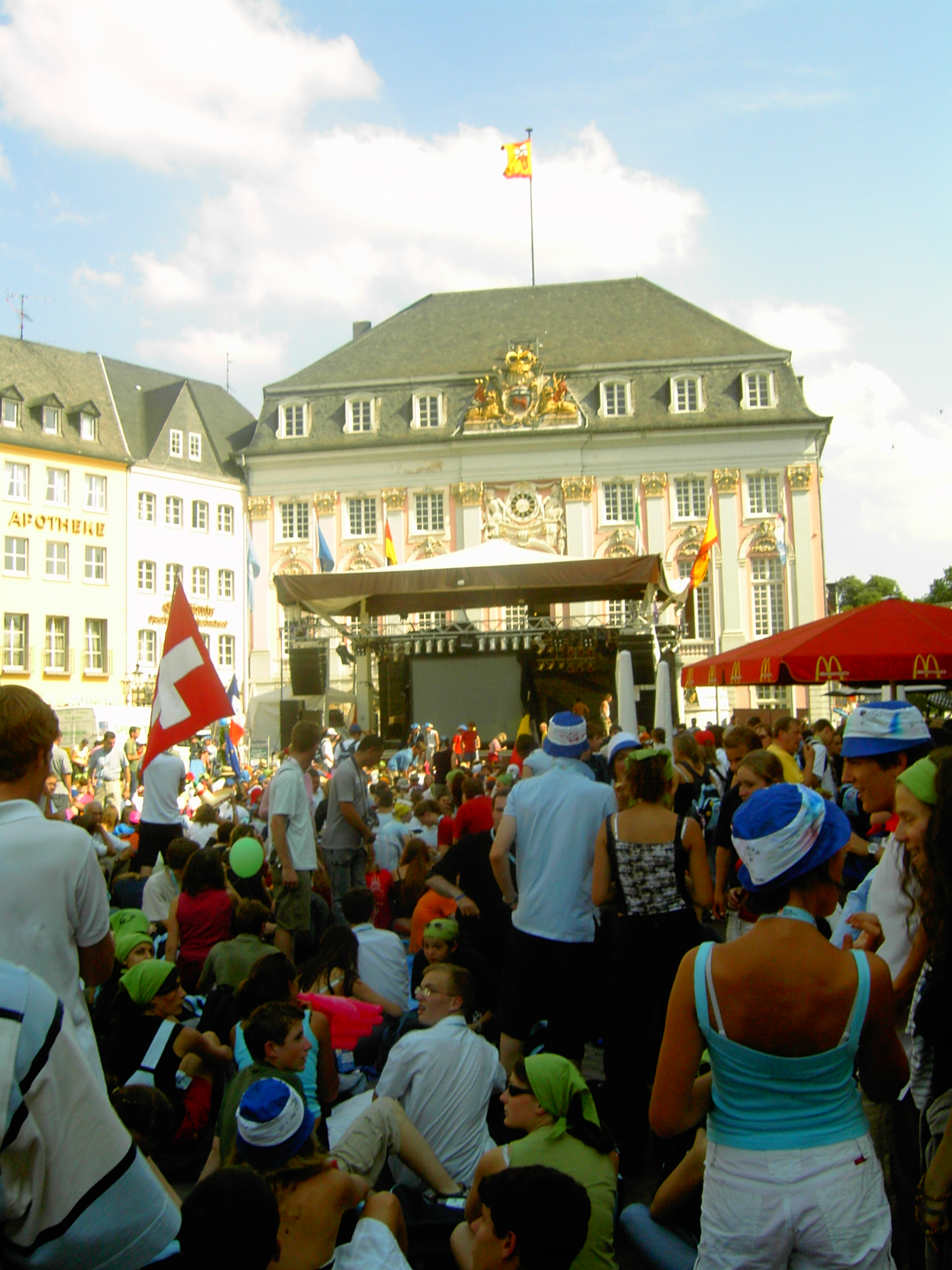
Poutníci v Bonnu

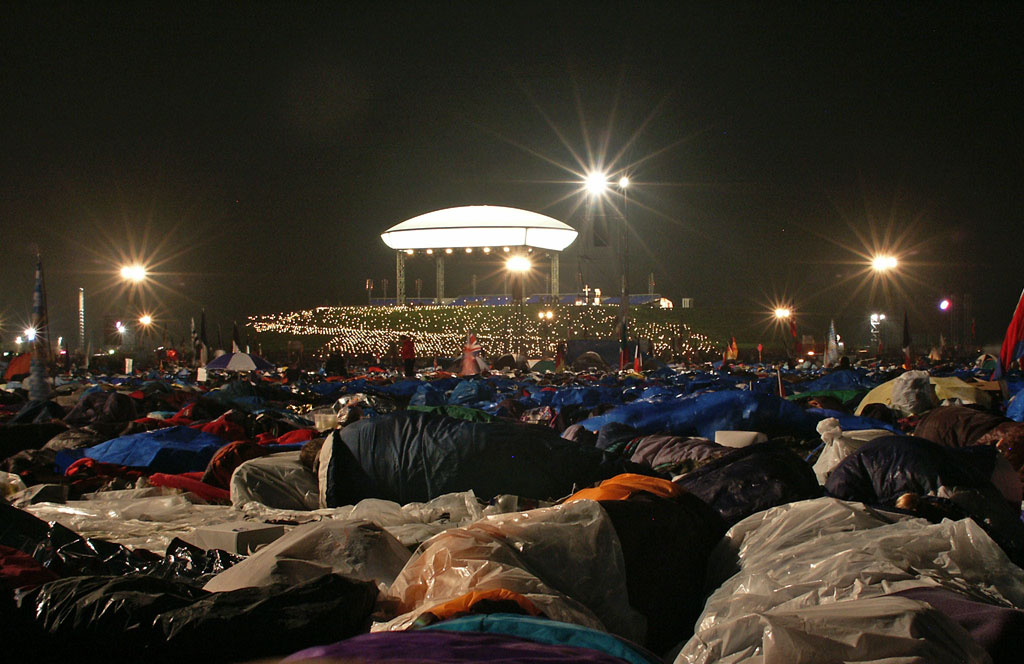
Tisíce spících poutníků v noci z 20. na 21. srpna 2005 ve 3 hodiny ráno

Původně měl na světové dny mládeže dorazit papež Jan Pavel II. Poté co však ze začátku roku 2005 zemřel, nahradil ho v tomto úkolu jeho nástupce Benedikt XVI., a podnikl tak zároveň svojí první apoštolskou cestu. Většina poutníků na světových dnech plánovala cestu ještě v době, kdy doufali, že uvidí Jana Pavla II. Předtím než Benedikt XVI. sloužil hlavní mši, setkal se ještě s několika politiky a dalšími lidmi.

### 18. srpen
- 12:00 Papež přilétá na letiště Köln-Bonn
- 16:45-18:00 Papežova cesta po Rýnu a promluva v Köln-Poll
- 18:15 Papež navštěvuje kolínskou katedrálu

### 19. srpen
- 10:30 Papež se setkává s německým prezidentem Horstem Köhlerem v jeho sídle v Bonnu
- 12:00 Papež navštěvuje Roonstrasse Synagogue v Kolíně nad Rýnem. Synagóga byla zničena nacisty roku 1938, později přestavěna v 50. letech.
- 5:00 Papež se setkává a modlí se večerní modlitby se seminaristy z více než 80 zemí

### 20. srpen
- 10:00 Papež se setkává s německým kancléřem Gerhardem Schröderem, předsedou německého spolkového sněmu Wolfgangem Thiersem, předsedkyní CDU Angelou Merkelovou a prezidentem spolkové země Severní Poryní-Vestfálsko Jürgenem Rütthersem

Papež umožnil získat plnomocné odpustky pro účastníky světových dnů mládeže a částečné odpustky pro všechny, kdo se modlí upřímně a s kajícím srdcem, aby křesťanská mládež
- byla posilněna ve vyznávání své víry
- byla vytrvalá v lásce a úctě ke svým rodičům
- byla formována pevným rozhodnutí následovat svaté příkazy evangelia a Církve v jejich současném i budoucím rodinném životě či v jakémkoliv povolání, ke kterému jsou voláni Bohem.

### 21. srpen
Asi 1 000 000 lidí po nočním venkovním čekání a kempování se připojilo k závěrečné mši papeže Benedikta XVI. na prostranství Marienfeld, poblíž vesnice Kerpen, asi 20 kilometrů jihozápadně od Kolína nad Rýnem. Účastníci, kteří byli příliš daleko a na papeže tak neviděli přímo, ho mohli sledovat pomocí 15 velkoplošných obrazovek.

## Zúčastněné skupiny
Mnoho zajímavých skupin se účastnilo světových dní mládeže: školy, univerzity, farnosti a všechna nová hnutí byla reprezentována svými účastníky.

## Fotogalerie

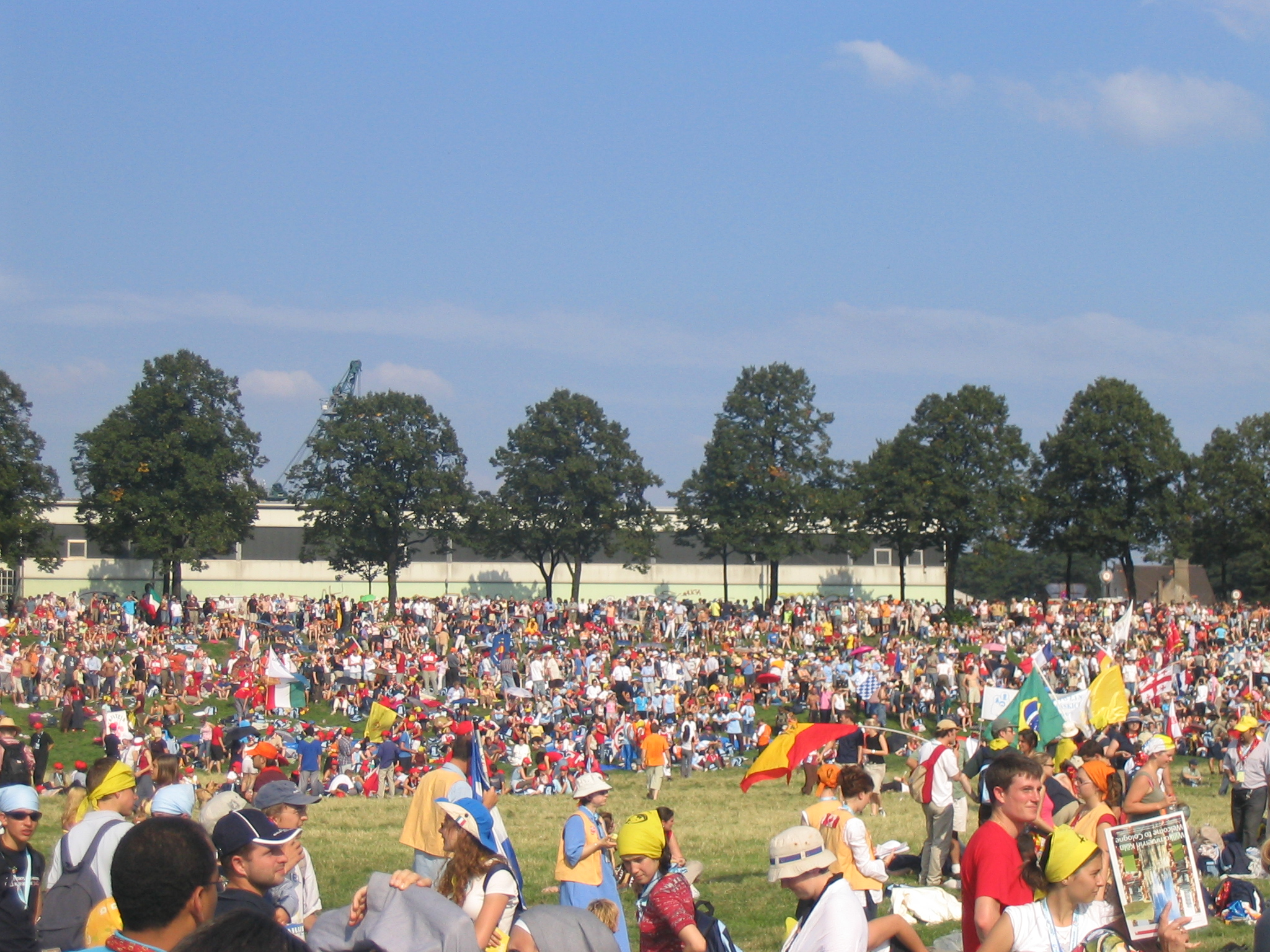
Poutníci čekají na papeže u Rýna
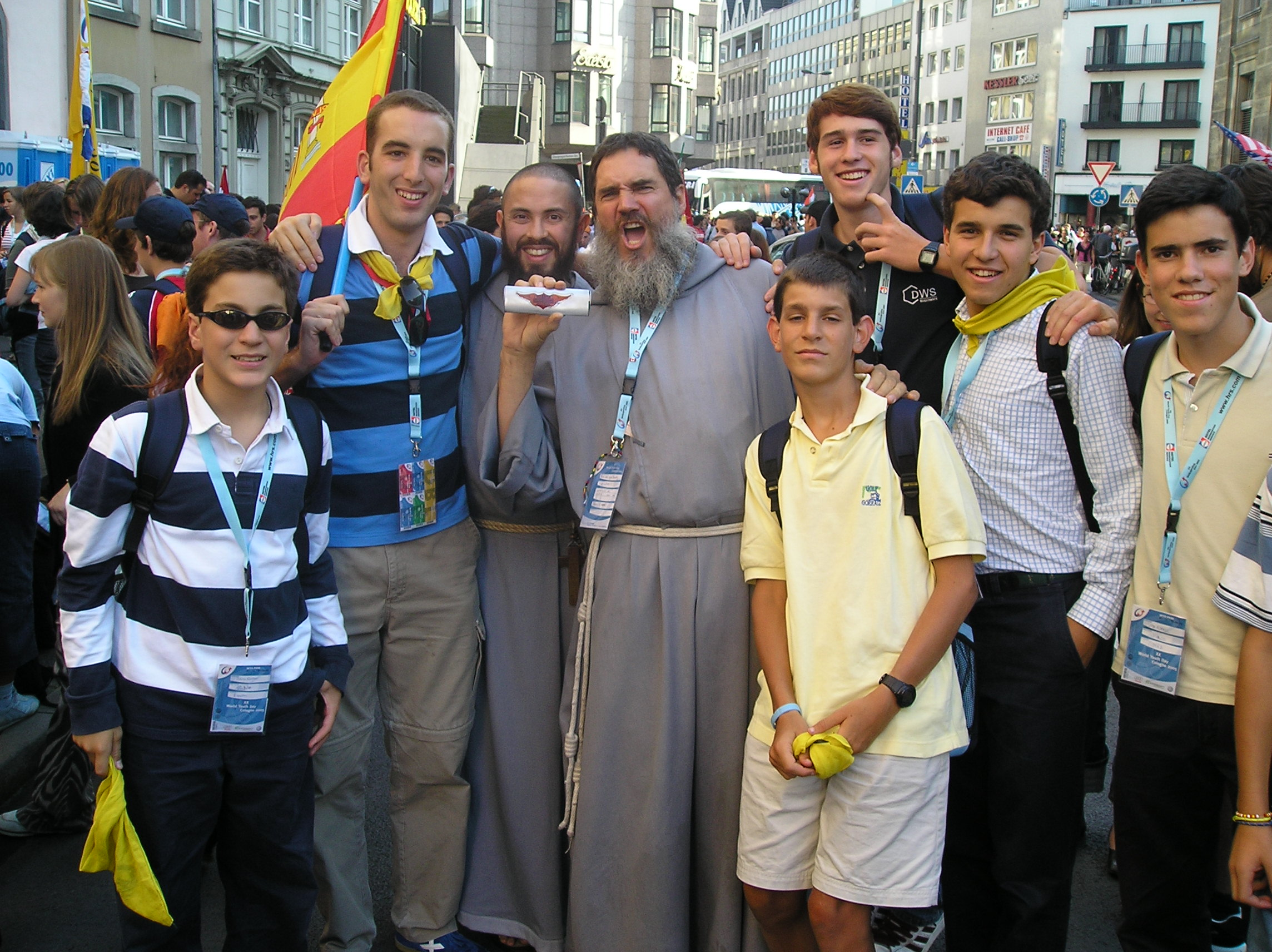
Poutníci
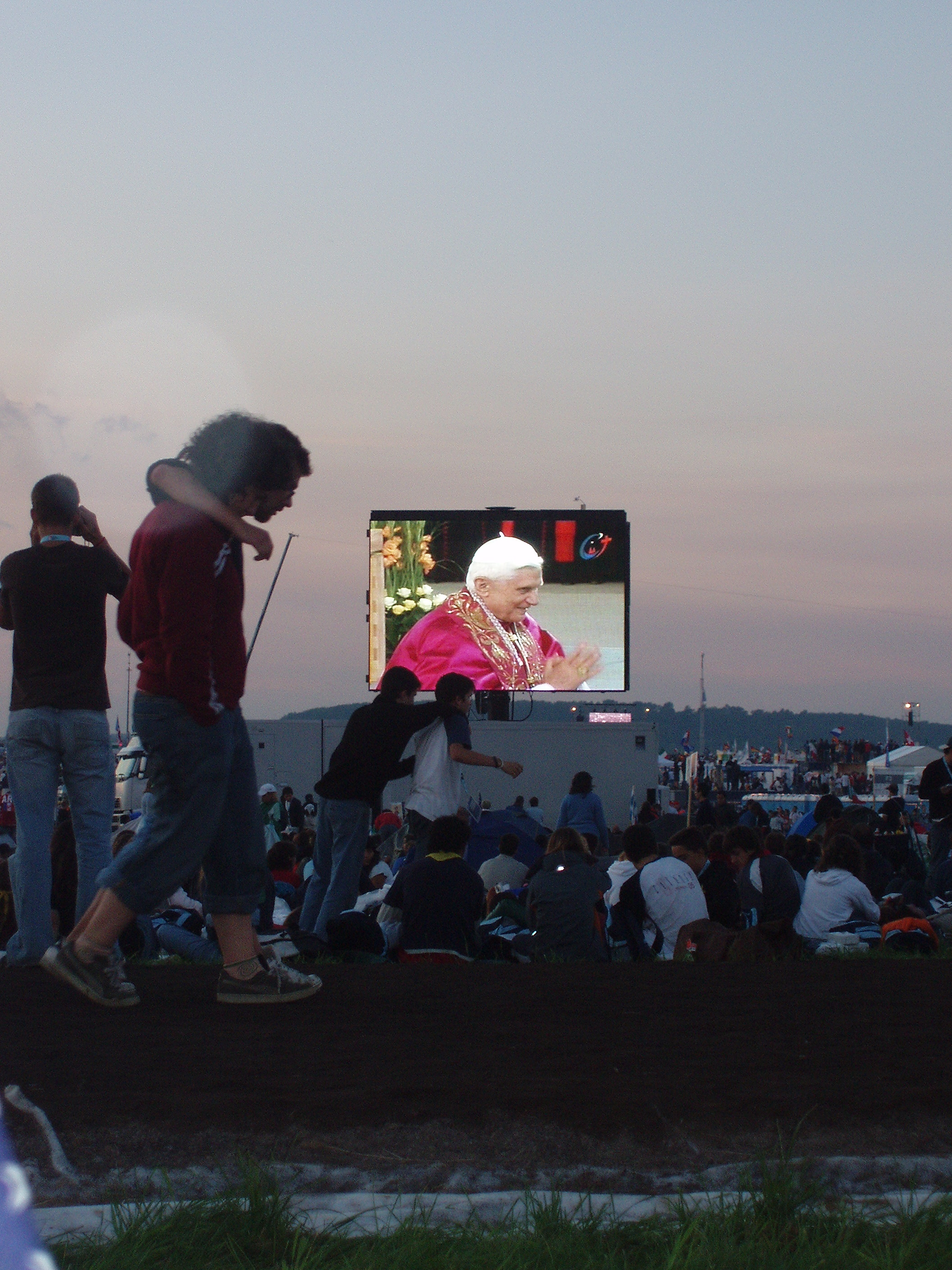
Setkání s papežem
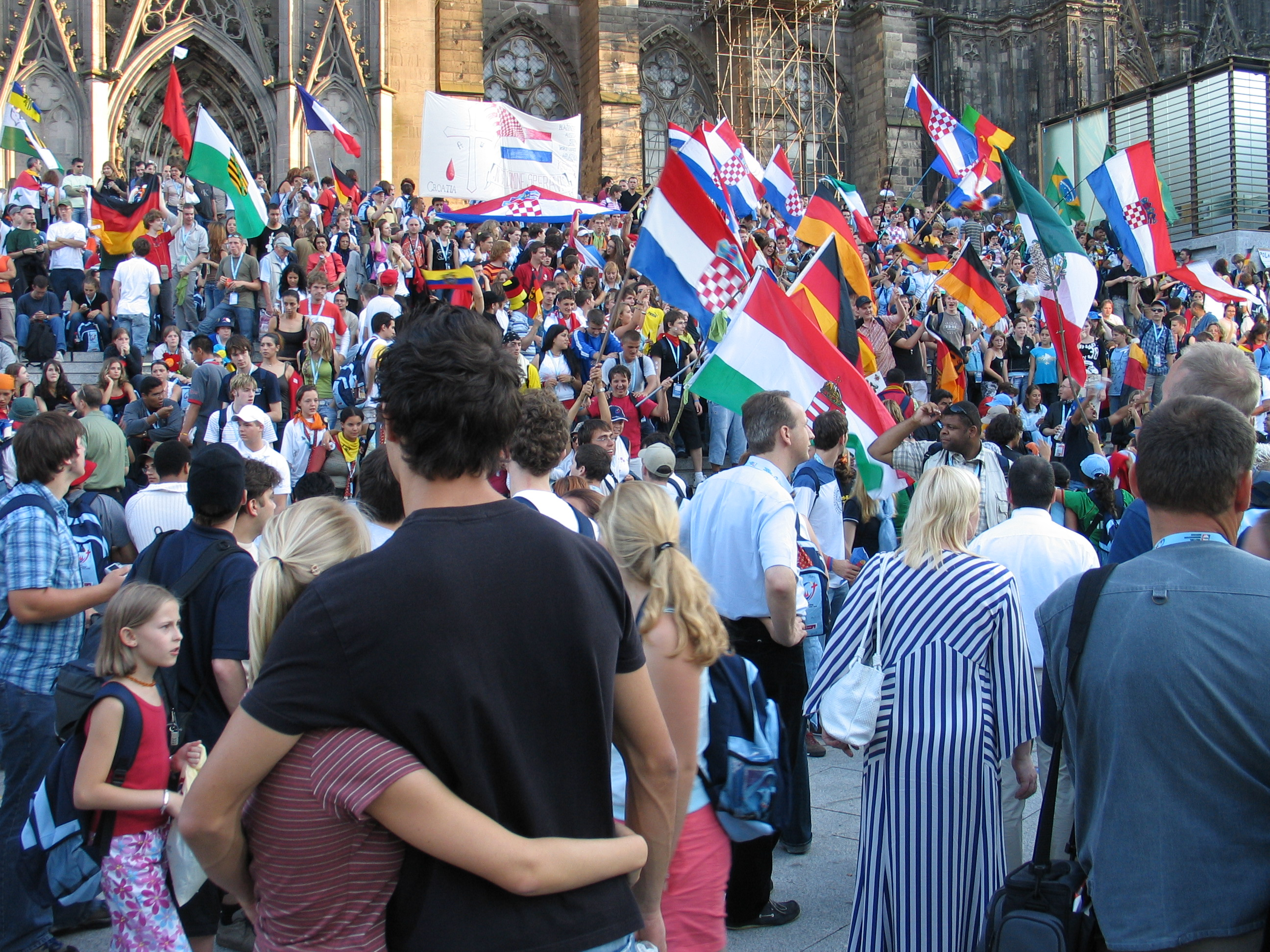
Poutníci u dveří Kolínské katedrály
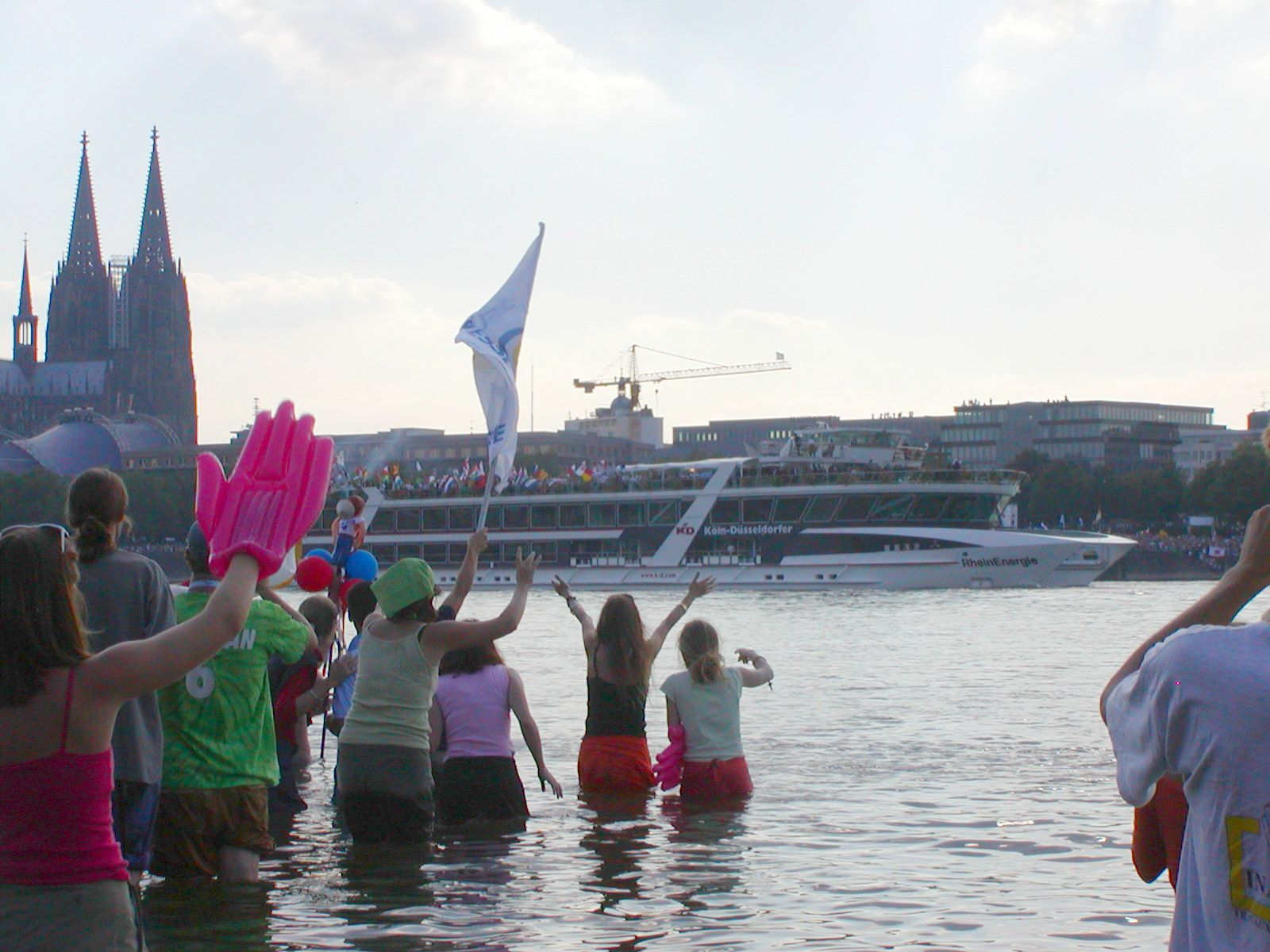
Papežův příjezd do Kolína po Rýnu
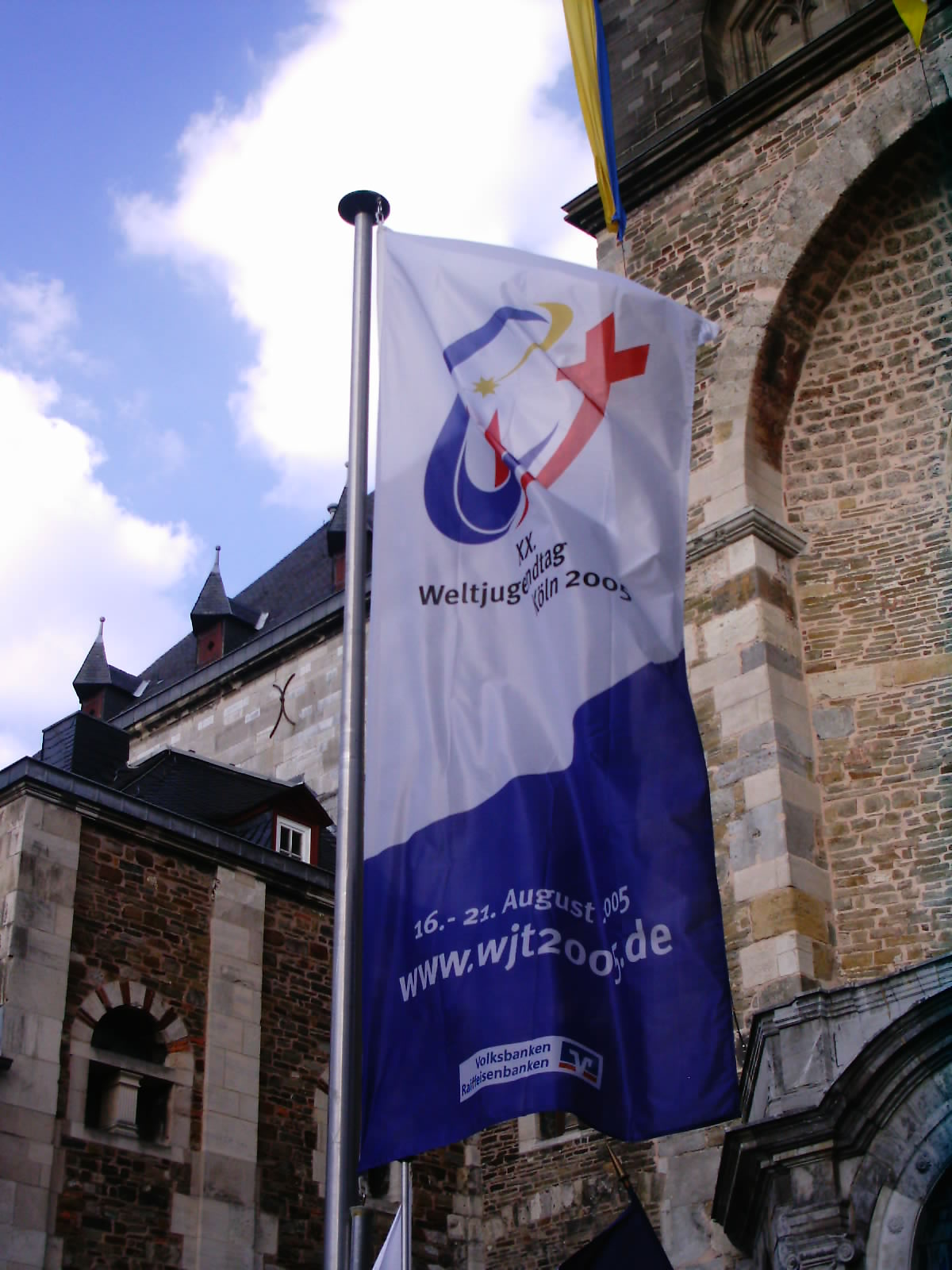
Vlajka s logem světových dnů mládeže 2005
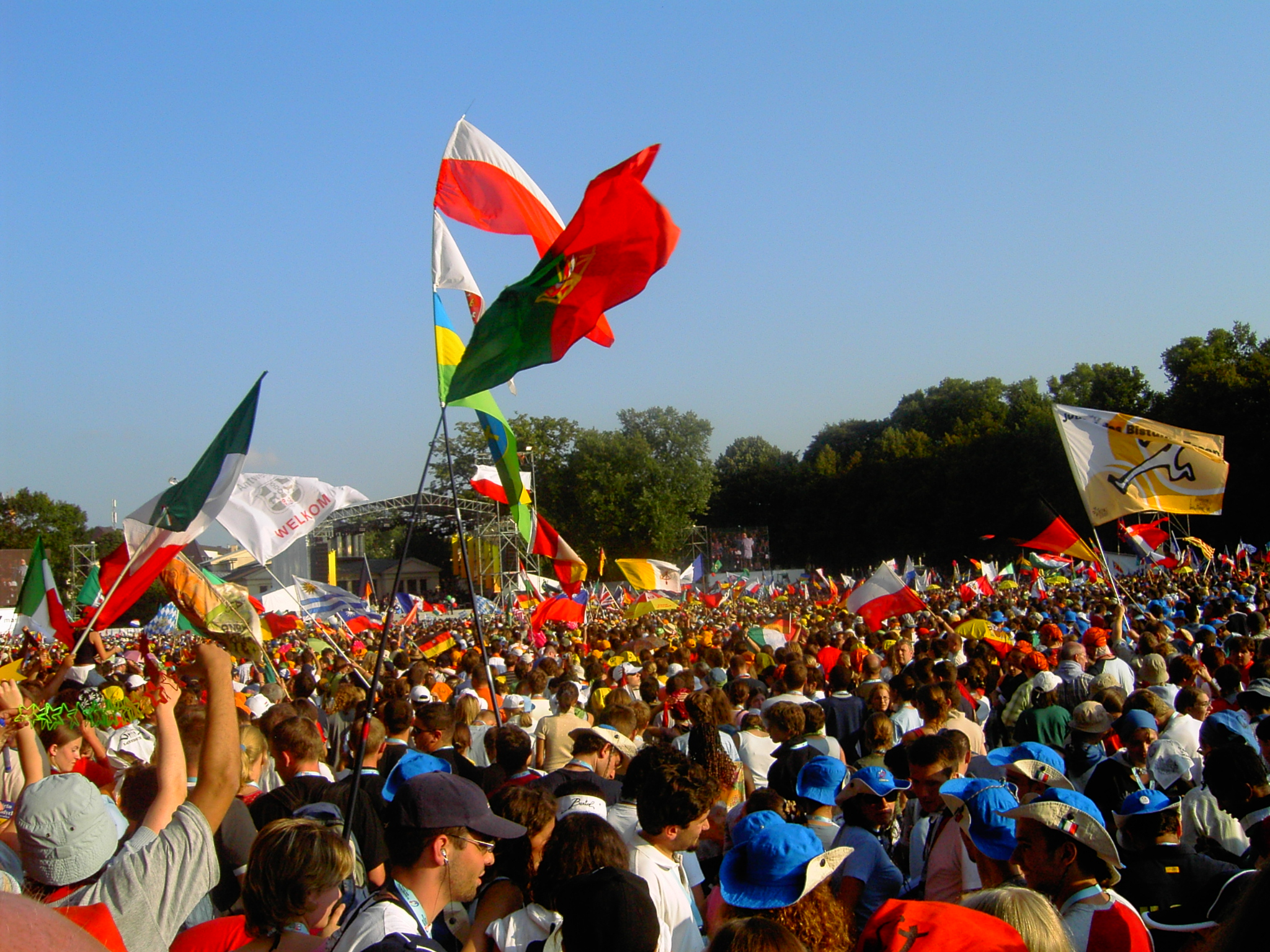
Otevírací oslava v Bonnu
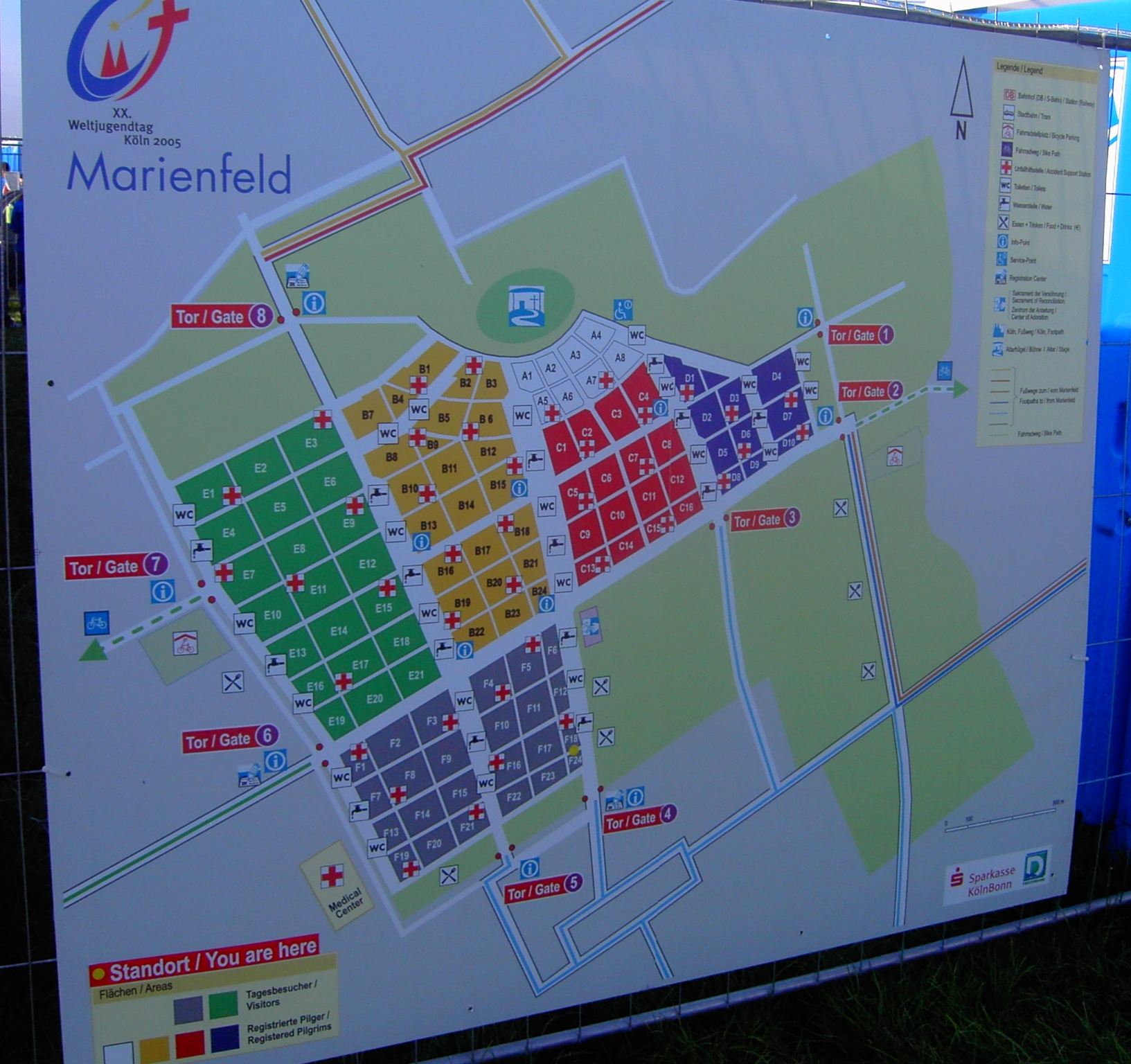
Mapa Marienfeldu
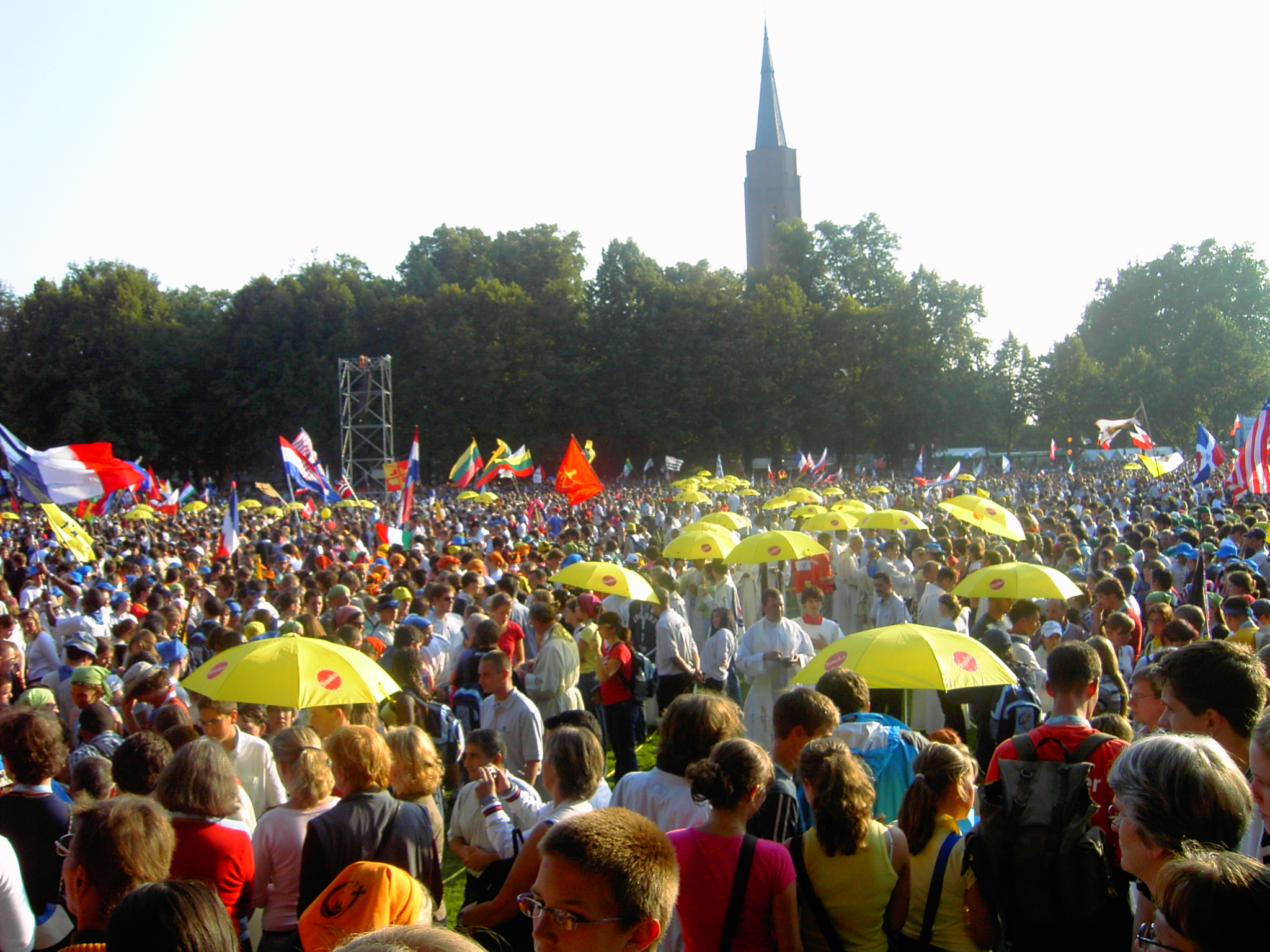
Zahajovací oslavy
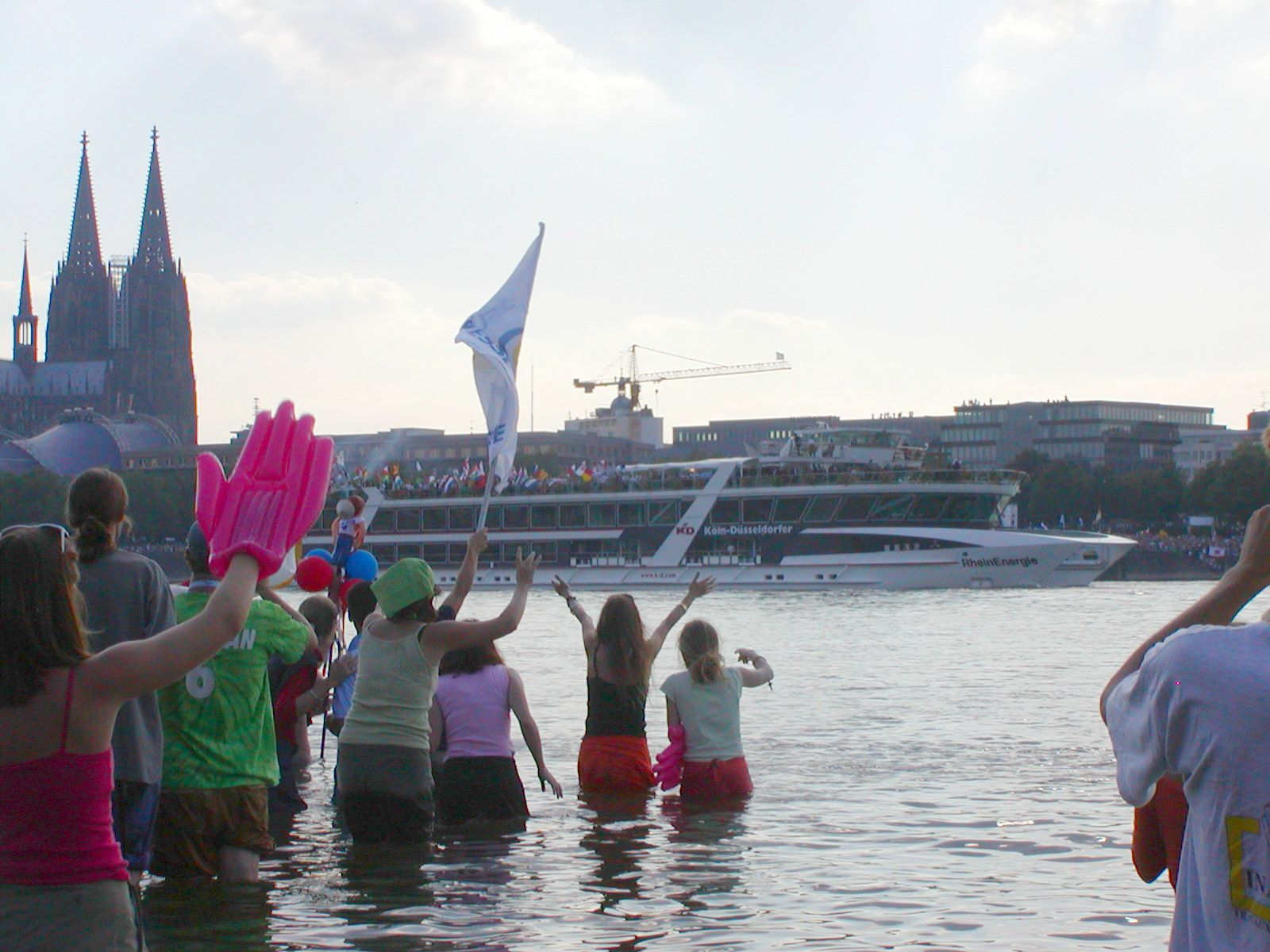
Povzbuzení poutníci vstupují do Rýna při průjezdu papeže
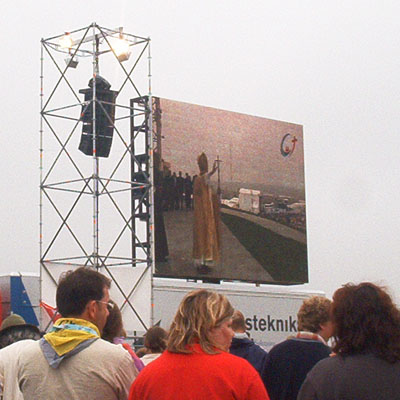
Poutníci sledující mši Benedikta XVI. na velkoplošných obrazovkách